# Kurt Diggins
Kurt Diggins (17 de Outubro de 1912 - 1 de Março de 2007) foi um comandante de U-Boot que serviu na Kriegsmarine durante a Segunda Guerra Mundial.